# Johann Wilhelm van Heys
Johann Wilhelm van Heys (* 13. Juli 1871 in Berg und Tal bei Kleve; † 5. Februar 1960 in Kleve) war ein deutscher Bauingenieur, der als Ministerialrat im Reichsverkehrsministerium arbeitete und ein früher Befürworter der Windkraft zur Elektrizitätserzeugung war.

## Leben
Als Sohn des Gutsbesitzers Johann Wilhelm van Heys und dessen Ehefrau Margarethe Katharina van Heys geb. Becker besuchte er das Gymnasium und erlangte am 9. März 1891 das Abitur. Anschließend studierte er von 1891 bis 1895 an der Technischen Hochschule (Berlin-)Charlottenburg Bauingenieurwesen. Am 9. November 1893 legte er die staatliche Vorprüfung ab. Es folgten das erste Staatsexamen am 24. November 1895 und das zweite Staatsexamen am 22. Juni 1899.
Er arbeitete anschließend als Regierungsbaumeister (Assessor) im staatlichen Eisenbahnwesen und wurde am 1. April 1906 zum Eisenbahnbau-Inspektor befördert. In dieser Eigenschaft verfasste er mehrere Prüfungsbücher zur Bedienung von Lokomotiven. Am 28. April 1912 wurde er zum Regierungs- und Baurat befördert. Von 1910 bis 1919 war er neben seiner beruflichen Tätigkeit in Kassel als Stadtverordneter in der Kommunalpolitik aktiv.
Zum 1. Juli 1916 wurde er auf eigenen Wunsch aus dem Staatsdienst entlassen und leitete als Direktor die Große Casseler Straßenbahn AG. Danach arbeitete er ab dem 6. Januar 1920 als selbständiger Zivilingenieur. Bereits am 26. April 1921 wurde er als Ministerialrat ins Reichsverkehrsministerium berufen.
Er war ab dem 31. Dezember 1921 Mitglied im Aufsichtsrat der Rhein-Main-Donau AG, ab dem 17. Januar 1926 auch im Aufsichtsrat der Lahnkraftwerke AG. Weiterhin nahm er eine Funktion im Verwaltungsrat des Forschungsinstituts für Wasserbau und Wasserkraft am Walchensee wahr. Außerdem war er Mitglied der Redaktion der Fachzeitschrift Deutsche Wasserwirtschaft.
In den 1930er Jahren verfasste er ein Buch über die Nutzung der Windkraft zur Elektrizitätserzeugung, das in den nächsten zwanzig Jahren mehrfach wieder aufgelegt und auch erweitert neu herausgegeben wurde. Darin zeigte er auch Windkraftanlagen mit mehreren Laufblättern.
Seit dem 12. April 1901 war er mit Elisabeth Nanny Auguste Ballauff, der Tochter von Oberbaurat Theodor Ballauff, verheiratet. Das Ehepaar hatte drei Kinder. In Berlin wohnte die Familie in Groß-Lichterfelde.

## Schriften
- Die Elektricität. Ihre Erzeugung und Verwendung in allgemein verständlicher Darstellung. Berlin 1906.
- Die Prüfung zum Lokomotivführer und Heizer. Teil 2: Die Lokomotive. Berlin 1909.
- Die Prüfung zum Lokomotivführer und Heizer. Teil 3: Die Wagen und die Bremsen. Berlin 1910.
- Kurzgefaßter Leitfaden für die Prüfung zum Lokomotivheizer. (= Siemenroth's Prüfungsbücher für Eisenbahner, Band VI.) Nieder-Ramstadt 1911.
- Das neue Elektrizitätswerk der Residenzstadt Cassel. Kassel 1912.
- Deutschlands Elektrizitätswirtschaft. Dresden 1931.
- Was jeder Deutsche von der Windkraft wissen muß. 1933.
- Wind und Windkraftanlagen. Berlin 1947.